# Miyaki
Miyaki (みやき町, Miyaki-chō) est un bourg du district de Miyaki, dans la préfecture de Saga, au Japon.

## Géographie

### Démographie
Au 1er février 2015, la population de Miyaki s'élevait à 25 412 habitants répartis sur une superficie de 51,92 km2.